# Tubulipora disposita
Tubulipora disposita är en mossdjursart som först beskrevs av Hutton 1873.  Tubulipora disposita ingår i släktet Tubulipora och familjen Tubuliporidae. Inga underarter finns listade i Catalogue of Life.